# Ranis
Ranis – miasto w Niemczech, w kraju związkowym Turyngia, w powiecie Saale-Orla, siedziba wspólnoty administracyjnej Ranis-Ziegenrück. Znajduje się ok. 15 km na wschód od Saalfeld/Saale, i ok. 30 km na południe od Jeny.

## Współpraca
Miejscowość partnerska:
- Rudersberg, Badenia-Wirtembergia